# فوستر سنتر (رود آيلاند)
فوستر سنتر (بالإنجليزية: Foster Center, Rhode Island)‏ هي أماكن مخصصة للتعداد تقع في الولايات المتحدة في رود آيلاند.

## معرض صور

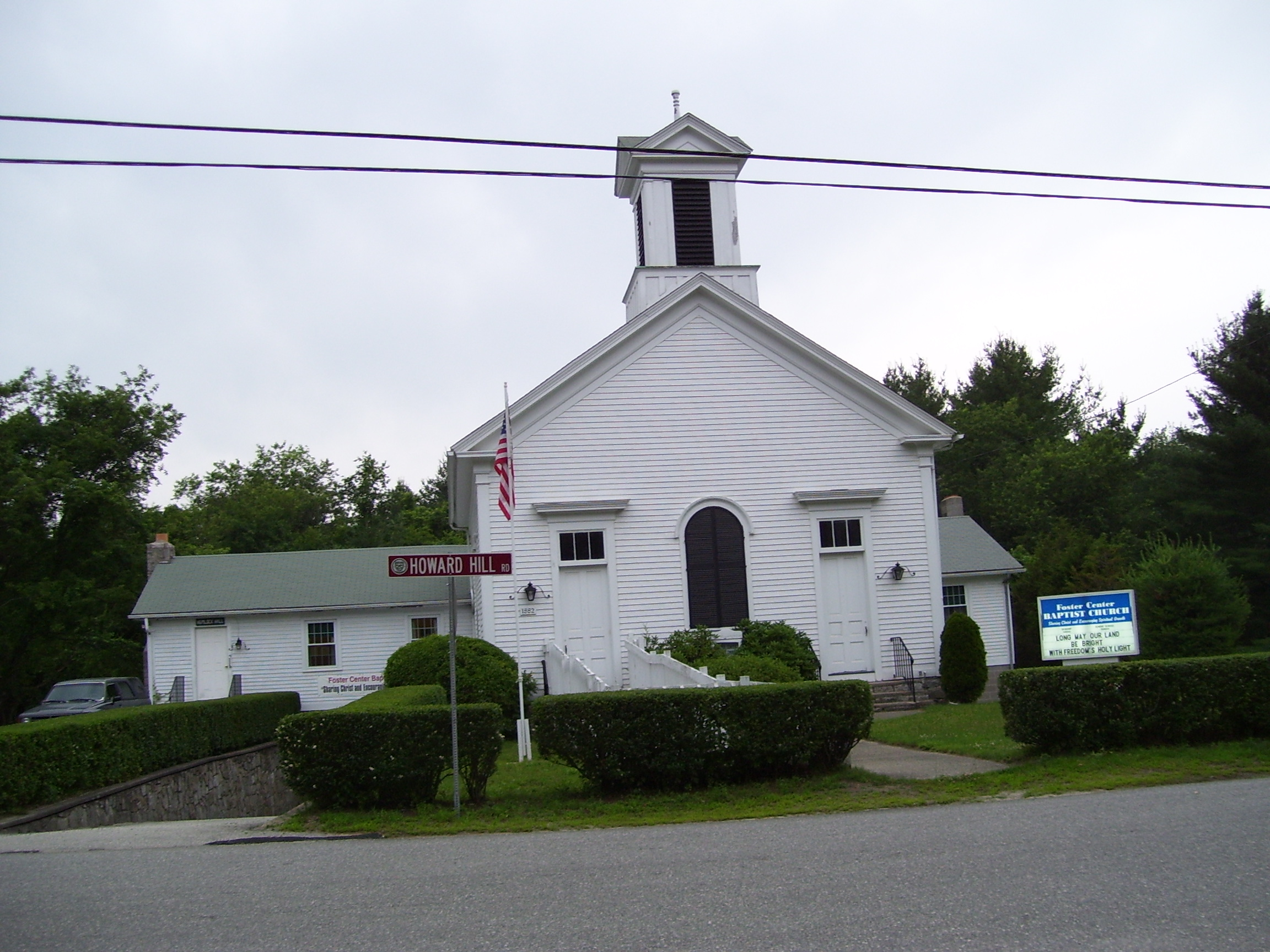
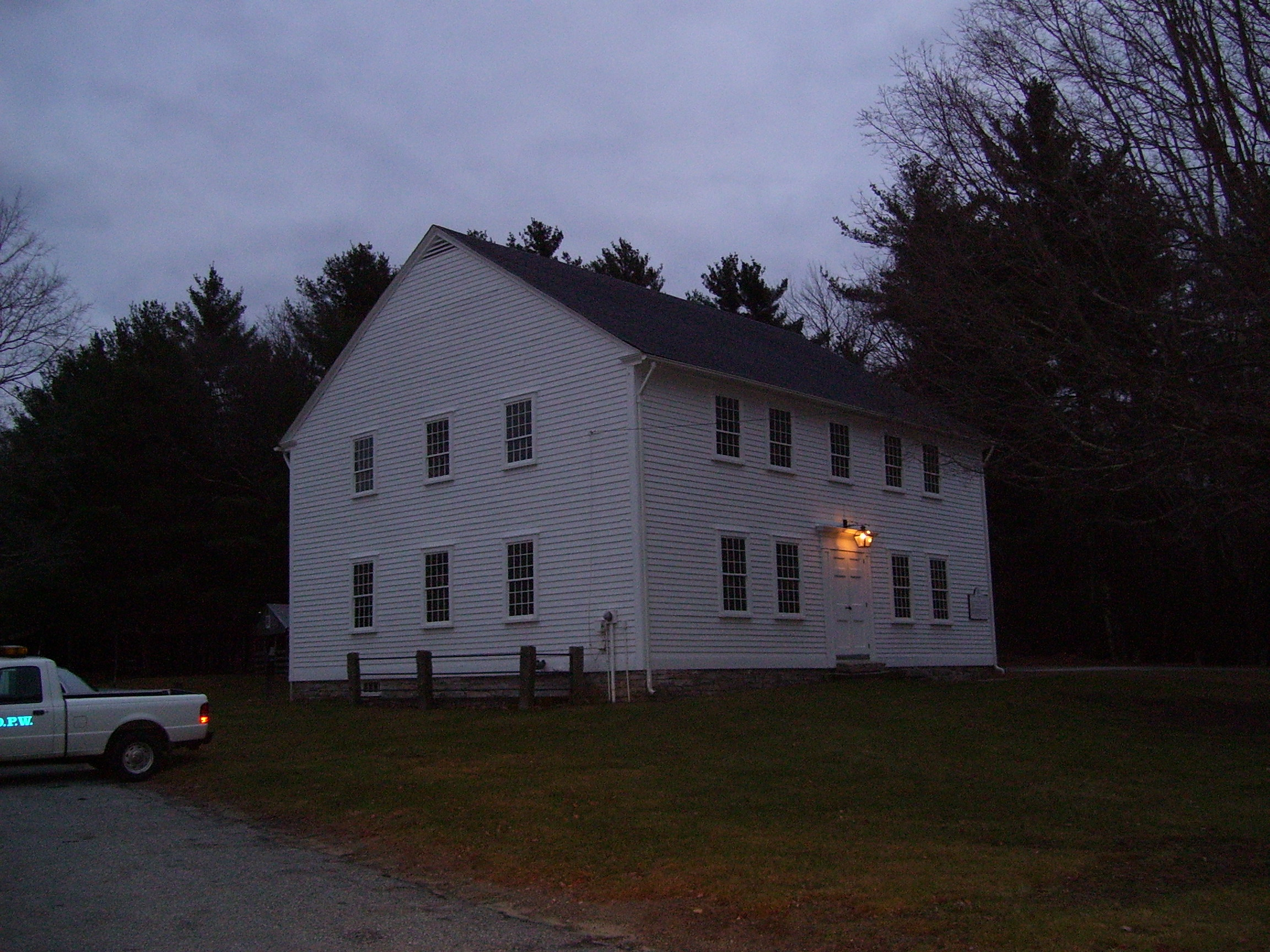
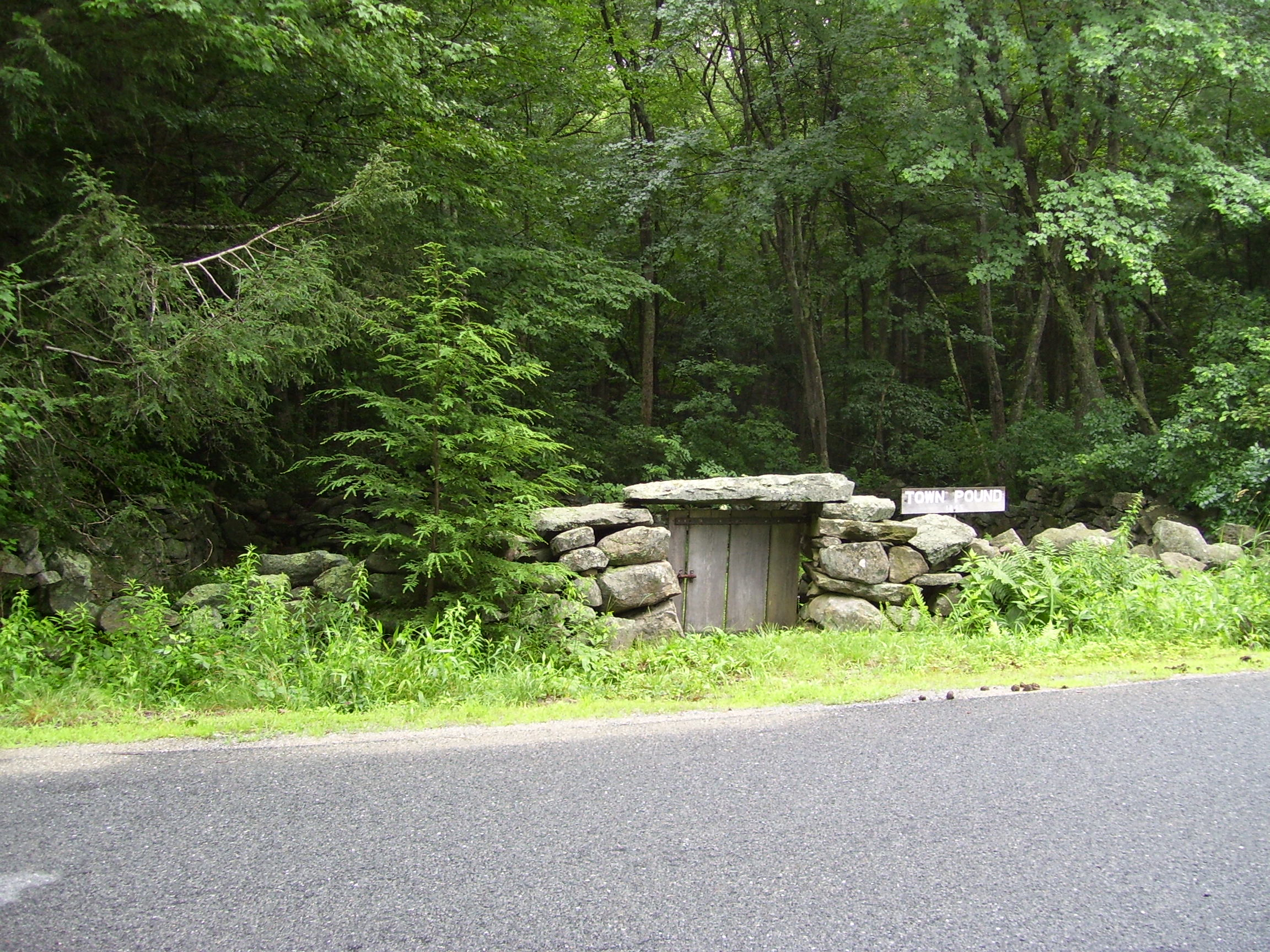